# 莫妮克·艾伦
莫妮克·艾伦（英語：Monique Allen，1971年11月10日—），澳大利亚女子竞技体操运动员。她曾代表澳大利亚参加1990年英联邦运动会体操比赛，获得一枚金牌、二枚银牌和一枚铜牌。她也曾参加1988年和1992年夏季奥运会。